# Plataforma C2
La Plataforma C2 es una plataforma para automóviles desarrollada por Fiat Auto que debutó en el Fiat Stilo en 2001. El desarrollo de la plataforma comenzó en 1998. Es completamente diferente a la C1 y se adoptó para diferentes automóviles del grupo. Con ella se pretendía conseguir economía de escala, con una estructura muy flexible que pudiese adaptarse a muchos tipos de vehículos diferentes, desde compactos de tres puertas hasta otros con una longitud y batalla mucho mayor como la tercera serie del Lancia Delta. Sobre la experiencia de la C2, se desarrolló posteriormente una plataforma completamente nueva denominada C-EVO usada por primera vez en 2010 en el Alfa Romeo Giulietta, que progresivamente la sustituirá.

## Características
La plataforma C de segunda generación fue diseñada conjuntamente por un equipo global de ingenieros de Fiat y un pequeño grupo de ingenieros de Lancia en el centro de desarrollo de Fiat en Mirafiori. También participaron en el desarrollo ingenieros de Betim, Brasil. Este chasis completamente nuevo utiliza suspensión delantera MacPherson y suspensión trasera con barra de torsión.
El primer modelo en utilizar esta plataforma fue el Fiat Stilo. Entre 2007 y 2008, la plataforma C fue utilizada por el nuevo Fiat Bravo y el nuevo Lancia Delta de tercera generación, con una distancia entre ejes más larga. La plataforma C se fabricó en Cassino (Italia) y Betim para las versiones brasileñas del Stilo.
La plataforma C2 admite muchos de los motores Fiat, desde el 1.2 FIRE de gasolina hasta el 1.9 diésel MultiJet TwinTurbo.
La segunda generación (C2) debutó en 2001 con el Fiat Stilo. Los primeros desarrollos de la plataforma, completamente nueva en comparación con el C1, comenzaron al menos tres años antes para crear una estructura altamente flexible que se adaptara a numerosos tipos de vehículos, desde compactos de tamaño mediano hasta familiares, e incluso premium de tamaño mediano, como la tercera serie del Lancia Delta, lanzada en 2008. El diseño de la suspensión utiliza amortiguadores MacPherson delante y una barra de torsión detrás para garantizar la máxima fiabilidad y un buen confort, junto con un maletero espacioso (la barra de torsión es una solución muy compacta) y menores costes de producción en comparación con estructuras más complejas.

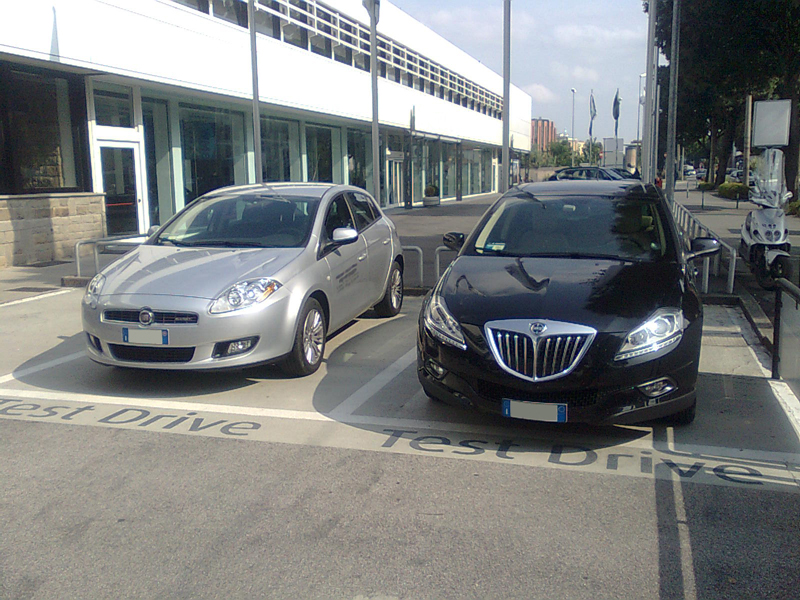
El Lancia Delta y el Fiat Bravo comparten la plataforma C2

El C2, además de ser mucho más rígido, cumplió con los estándares de las pruebas de choque Euro NCAP, obteniendo entre 4 y 5 estrellas para los modelos más recientes. El motor está montado transversalmente y el coche tiene tracción delantera. Esta plataforma se combina con transmisiones manuales de 5 y 6 velocidades y transmisiones automáticas robotizadas Dualogic o Selespeed.
Los motores que se combinaron con este chasis fueron principalmente los 1.9 Multijet, seguidos de los 1.4 FIRE y T-Jet, los 1.6 y 1.8 16V producidos por FMA en Pratola Serra, el 2.4 de 5 cilindros y 20 válvulas y el más reciente 1.8 T-Jet de inyección directa, así como los 1.6 y 2.0 Multijet diésel. En 2008, se logró homologar por primera vez el motor biturbodiésel 1.9 Twin Stage con 190 CV y 400 Nm de par máximo sin necesidad de realizar modificaciones estructurales, ya que el chasis soportaba con facilidad el enorme par del Multijet. El C2 se ensambló en la planta de Fiat en Cassino.

### Seguridad
La plataforma es mucho más rígida que la precedente, lo que le permite tener buenos resultados en las pruebas de choque EuroNCAP, 4 estrellas en el Stilo de 2001 y 5 en los modelos más recientes. Ya desde las primeras versiones se contemplaban zonas de deformación programada, dobles líneas de carga, un travesaño de magnesio bajo el salpicadero, viguetas longitudinales en el techo, refuerzos laterales, y la posibilidad de disponer de ocho airbags. Debida a la rigidez de la plataforma, ya desde su inicio se comercializaron techos solares de grandes dimensiones en todos los vehículos.

### Motorizaciones y cajas de cambio
El motor está colocado en posición transversal delantera. Los motores usados en la plataforma fueron principalmente los diésel 1.9 JTD y 1.9 MultiJet, así como el motor 1.4 de la familia de motores FIRE, los T-Jet de 1.6 y 1.8 16V, el 2.4 de 5 cilindros y 20 válvulas, y más recientemente los 1.8 T-Jet de inyección directa y el diésel 1.6 e 2.0 MultiJet.
En 2008, sobre la plataforma, se comercializó por primera vez el motor diésel 1.9 Twin Turbo del grupo, con 190 CV de potencia y un par de 400 N/m. Esto fue posible sin hacer cambios adicionales en la estructura y el marco de la plataforma que pudo fácilmente soportar el enorme par del motor. 
La plataforma fue diseñada en todas sus variantes como tracción delantera. Se combina con cajas manuales de 5 y 6 marchas, y automáticas de tipo robotizada como Dualogic y excepcionalmente Selespeed.

### Suspensión, dirección, frenos
Adopta suspensión delantera del tipo McPherson y barra de torsión en la parte posterior para garantizar máxima fiabilidad y buen confort de marcha combinado con un maletero de tamaño considerable (la barra de torsión es una solución compacta), así como menores costes de producción que estructuras más complejas. Todos los modelos contaban con barras estabilizadoras en ambos ejes. En algunas versiones del Delta, se comercializó con una suspensión adaptativa.
La solución adoptada para la dirección ha sido en todos los modelos la dirección eléctrica Dualdrive. 
Los frenos son de disco en las cuatro ruedas en todas las versiones europeas. En algunas versiones fabricadas en América del Sur, el eje trasero está equipado con frenos de tambor.

## Fábricas
Los vehículos con plataforma C2 se ensambla en las plantas de Fiat Cassino y Fiat Betim.

## Automóviles
- 2001, Fiat Stilo cinco puertas (normal).

- 2001, Fiat Stilo tres puertas (reducida).

- 2002, Fiat Stilo Multiwagon, (extendida).

- 2006, Lancia Delta HPE, (extendida) (prototipo).

- 2007, Fiat Bravo (2007), (normal).

- 2008, Lancia Delta (2008), (extendida).

## Galería

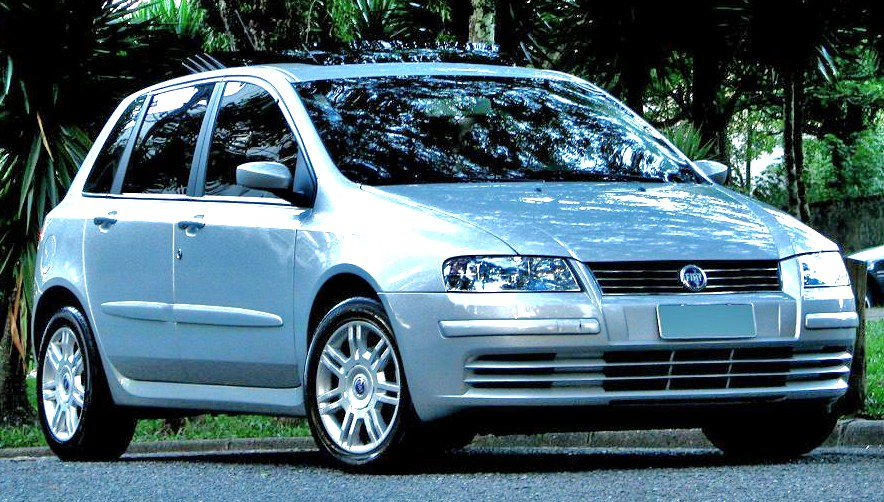
Fiat Stilo 5p. (192)
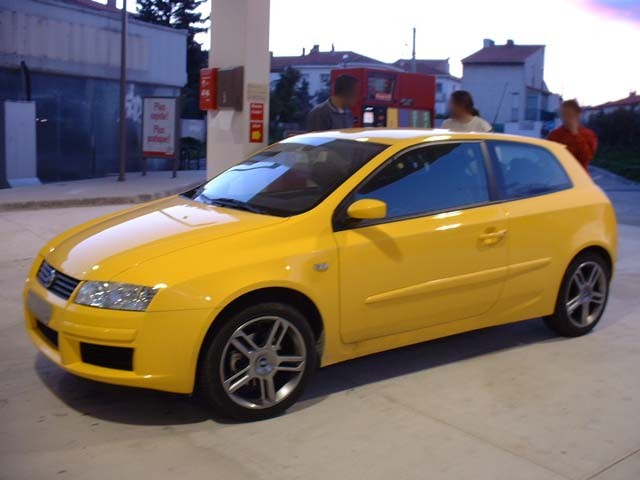
Fiat Stilo 3p. (192)
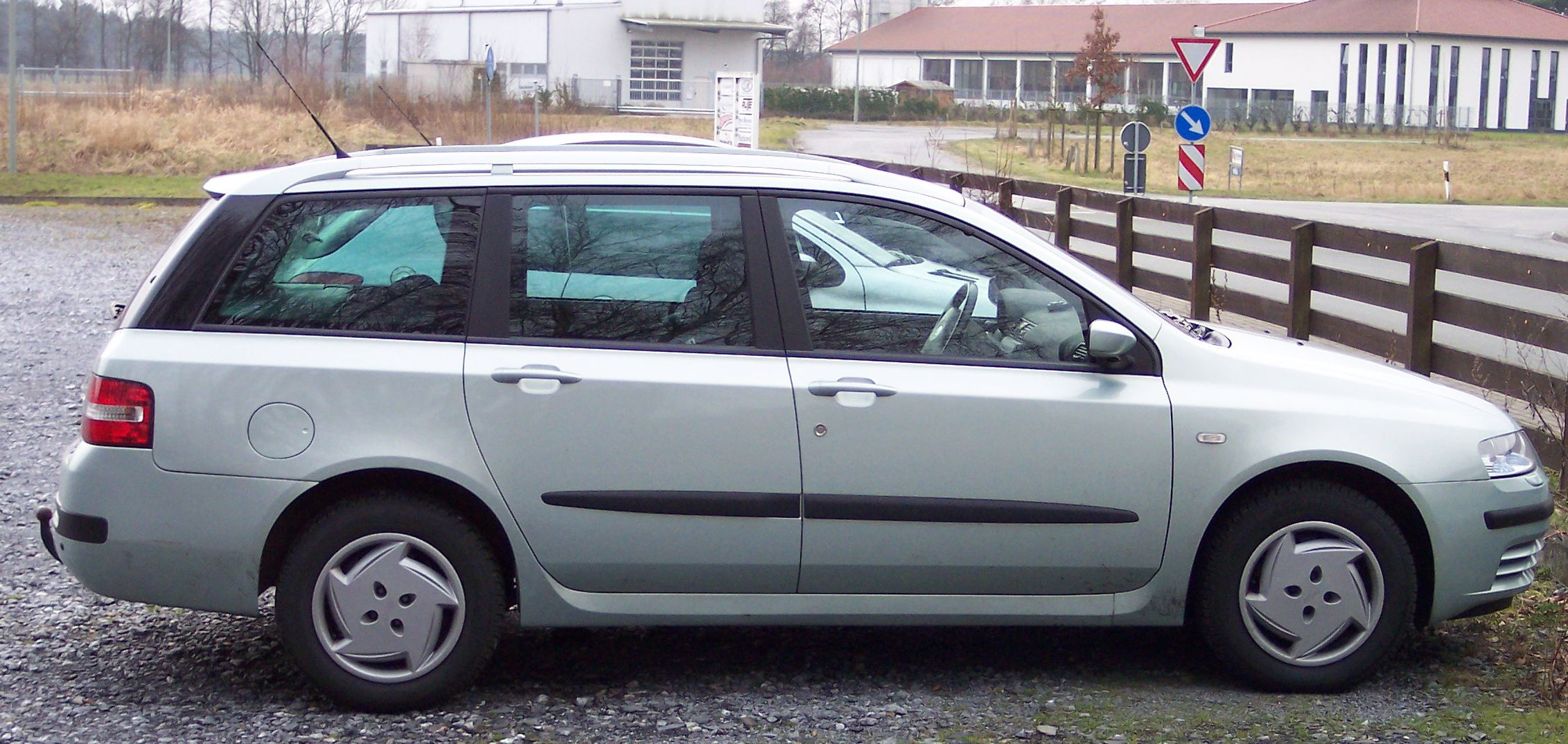
Fiat Stilo MultiWagon (192)
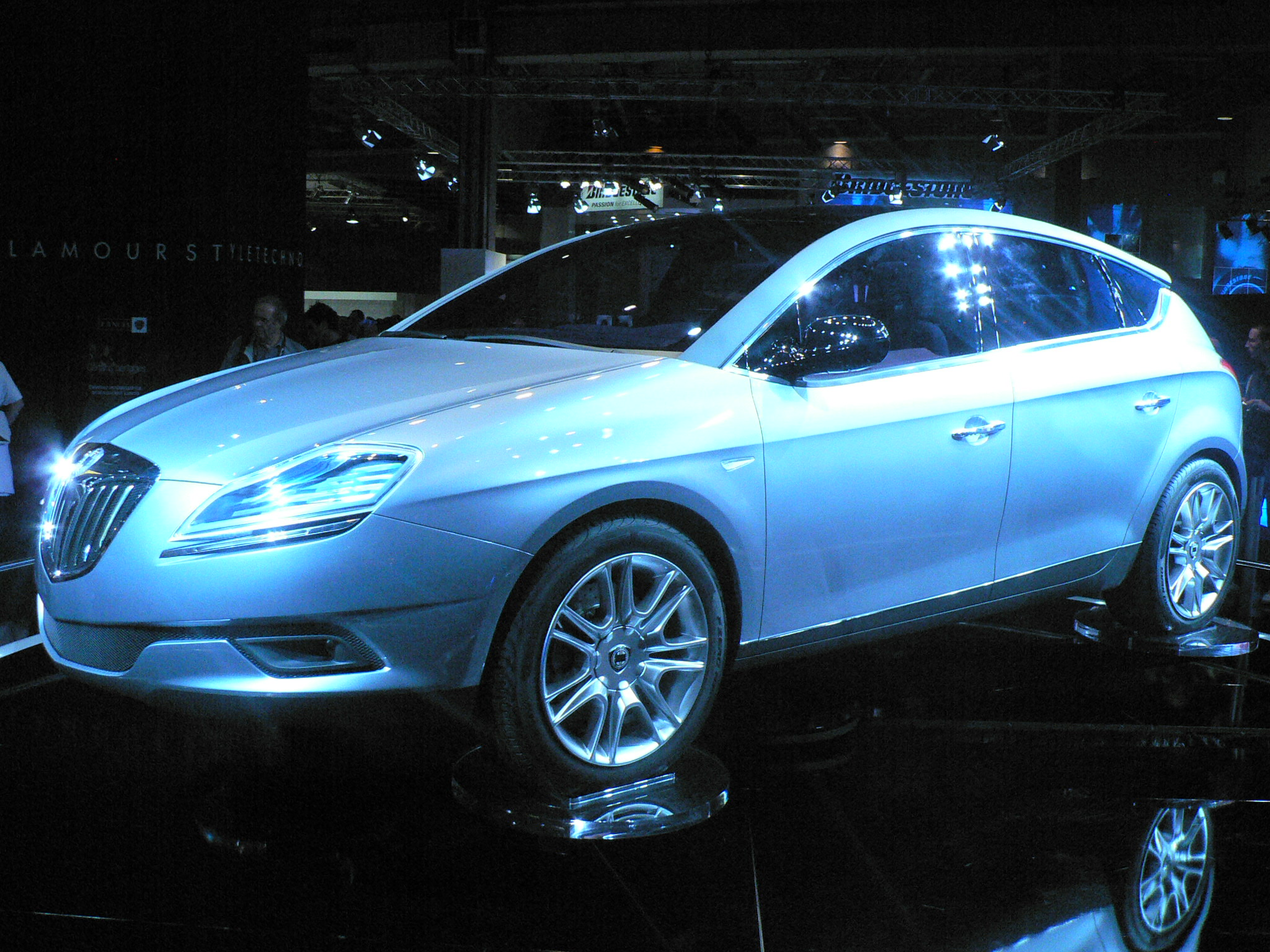
Lancia Delta HPE (prototipo)
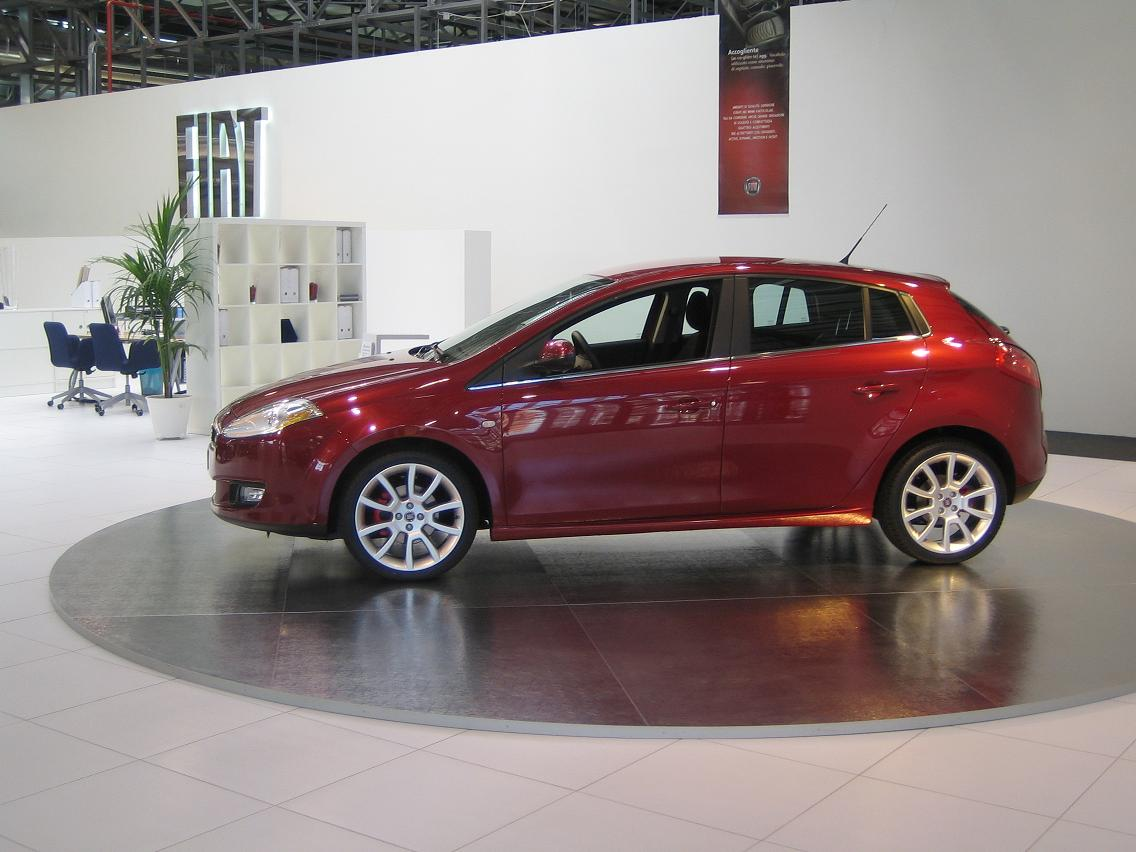
Fiat Bravo (198)
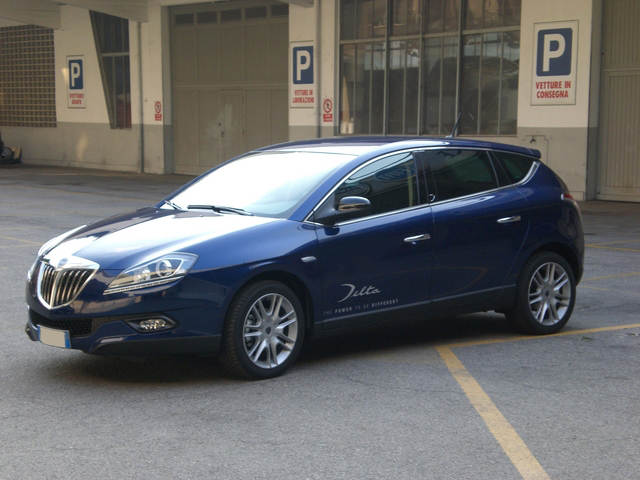
Lancia Delta (843) (tercera generación)